# Eine Ohrfeige dem öffentlichen Geschmack

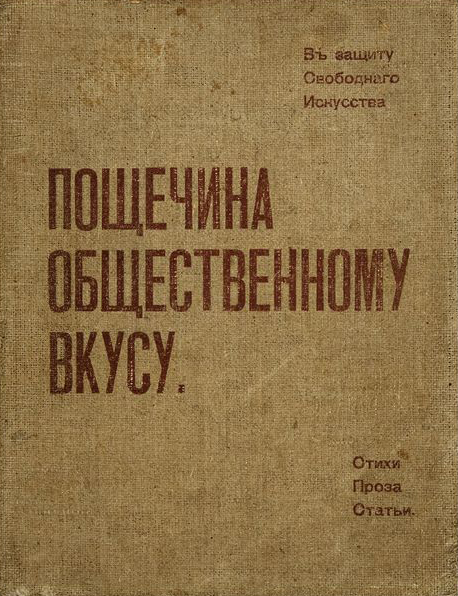
Eine Ohrfeige dem öffentlichen Geschmack (Umschlag)

Eine Ohrfeige dem öffentlichen Geschmack (russisch Пощёчина общественному вкусу / Poschtschotschina obschtschestwennomu wkussu, wiss. Transliteration Poščëčina obščestvennomu vkusu, auch Poshchechina obshchestvennomu vkusu) ist eine Sammlung von Futuristen (der Moskauer Hyläa-Gruppe / Гилея), die am 18. Dezember 1912 veröffentlicht wurde. Sie ist vor allem für ihr gleichnamiges Manifest bekannt.
Die Sammlung enthält Gedichte der aktivsten Futuristen dieser vorrevolutionären Zeit, der
futuristischen Dichter Welimir Chlebnikow, Wladimir Majakowski (Debüt), Dawid Burljuk, Alexei Krutschonych, Benedikt Liwschiz. Weitere Mitwirkende waren Nikolai Burljuk (Bruder von Dawid Burljuk) und Wassili Kandinski.
Sie liefert einen

„Einblick in die großartigen Experimente der russischen Kunst zwischen 1910 und 1917 in Literatur, Malerei, Grafik, Typographie und in die gewaltige Kraft und Polemik der Jahre vor der Oktoberrevolution“

## Kritik
Verglichen mit Chlebnikow, der das Wort in bisher undenkbare Dimensionen vorstieß, schien alles andere in der Sammlung unbedeutend, obwohl sie zwei Gedichte Majakowskis enthielt, die sich des umgekehrten Reims bedienten, eine reizvolle Prosa von Nikolai Burljuk, die noch nicht ausgewertet wurde, und seinen eigenen Artikel über den Kubismus, der die akutesten Fragen der zeitgenössischen Malerei aufwarf.
- Benedikt Liwschiz (in deutscher Übersetzung)